# 八代市立代陽小学校
八代市立代陽小学校（やつしろしりつ たいようしょうがっこう）は、熊本県八代市北の丸町にある公立小学校。

## 沿革
- 1872年（明治5年） - 学制頒布。城内に代城小学校創立。
- 1875年（明治8年）7月11日 - 本町に代街小学校設立。
- 1881年（明治14年）7月10日 - 代陽小学校落成式、開業式挙行
- 1887年（明治20年） - 代陽尋常小学校と改称。
- 1900年（明治33年） - 代陽女子校分立、代陽男子校新設。
- 1909年（明治42年） - 男子校、現在地に校舎新築。
- 1909年（明治42年）9月1日 - 女子校、旧男子校跡に移転。
- 1921年（大正10年）6月 - 男女両校に高等科（3か年）設置。
- 1923年（大正12年）11月7日 - 男女両校、鉄筋コンクリート校舎落成。
- 1928年（昭和3年）2月6日 - 男女両校を合併し、校舎増築。
- 1929年（昭和4年）3月31日 - 女子校廃校。
- 1929年（昭和4年）4月7日 - 両校合併式挙行
- 1930年（昭和5年）1月16日 - 校舎落成式
- 1940年（昭和15年）9月1日 - 八代市代陽尋常小学校と改称。
- 1941年（昭和16年）4月1日 - 八代市代陽国民学校と改称。
- 1947年（昭和22年）4月1日 - 八代市立代陽小学校と改称。
- 1955年（昭和30年）4月1日 - 児童数増加により、小学校を2つに分離。八代市立八代小学校を八代市新地町に開校。

## アクセス
- バス
  - 産交バス「八代市役所前」より徒歩約7分
  - 産交バス「通町（とおりちょう）」より徒歩約3分

- 自家用車
  - 八代ICより車で約20分
  - 八代駅より車で約8分
  - 新八代駅より車で約18分

## 周辺施設
八代市役所の裏ということもあり、周辺には施設が多い。
- 八代宮
- 八代市役所
- 松浜軒
- 松井神社
- 熊本県警察 八代警察署
- 熊本日日新聞八代支社
- 八代市立博物館・未来の森ミュージアム
- 八代市立第一中学校（隣接）
- 八代市立図書館
- 熊本県立八代東高等学校
- 秀岳館高等学校

## 関係者

### 卒業生
- 松中信彦 - 元プロ野球選手、プロ野球コーチ[1]
- 坂口れい子  ‐ 作家。当校教師も務めた